# Subancistrocerus angulicollis
Subancistrocerus angulicollis är en stekelart som beskrevs av Giordani Soika 1995. Subancistrocerus angulicollis ingår i släktet Subancistrocerus och familjen Eumenidae. Inga underarter finns listade i Catalogue of Life.